# Società contro l'accattonaggio
La società contro l'accattonaggio fu istituita con legge Rudinì (forse 1891) in tutte le grandi città d'Italia per combattere il fenomeno dell'accattonaggio.
Tale esigenza, avvertita in particolare dalla nobiltà del tempo, certamente non era rivolta alla lotta al fenomeno della povertà che in quel momento storico era presente ed evidente in tutto il Regno d'Italia, ma veniva intesa come lotta all'accattonaggio che in quel periodo vedeva una moltitudine di poveri di entrambi i sessi e di tutte le  età, poveri che con le loro continue richieste di elemosine assillavano insistentemente, nelle vie, nelle piazze, nelle chiese e anche nelle abitazioni, i nobili e la ricca borghesia.